# Gare de Machecoul
La gare de Machecoul est une gare ferroviaire française de la ligne de Nantes-État à La Roche-sur-Yon par Sainte-Pazanne, située sur le territoire de la commune de Machecoul-Saint-Même, dans le département de la Loire-Atlantique en région Pays de la Loire. 
Elle est mise en service en 1876 par la Compagnie des chemins de fer nantais. C'est aujourd'hui une gare de la Société nationale des chemins de fer français (SNCF), desservie par des trains express régionaux TER Pays de la Loire, circulant entre Nantes et Saint-Gilles-Croix-de-Vie.

## Situation ferroviaire
Établie à 5 mètres d'altitude, la gare de Machecoul est située au point kilométrique (PK) 40,038 de la ligne de Nantes-État à La Roche-sur-Yon par Sainte-Pazanne entre les gares de Sainte-Pazanne et Challans.

## Historique
La Compagnie des chemins de fer nantais met en service la section entre Sainte-Pazanne et Machecoul le 25 mars 1876, tandis que le prolongement vers Challans est ouvert 9 mois plus tard le 30 décembre de la même année.

## Service voyageurs

### Accueil
Gare SNCF, elle dispose d'un bâtiment voyageurs. Le guichet de cette gare est fermé définitivement depuis le 1er janvier 2019 Elle est équipée d'automates pour la vente des titres de transport TER.

### Desserte
Machecoul est desservie par des trains TER Pays de la Loire circulant entre Nantes et Saint-Gilles-Croix-de-Vie.
Cependant, du 1er septembre 2014 au 4 juillet 2015, la desserte ferroviaire de la gare est suspendue pour permettre la 2e phase de rénovation de la ligne Nantes - Saint-Gilles-Croix-de-Vie. Durant cette période, la desserte de la gare n'est plus effectuée que par autocar en correspondance avec des TER en gare de Sainte-Pazanne ou directement jusqu'à Nantes. Ces travaux sont prolongés de deux mois en raison de malfaçons électriques sur la signalisation ferroviaire et les passages à niveau, liées à une faiblesse du pilotage du chantier.

### Intermodalité
Un parking pour les véhicules est aménagé.